# Nadeschdiwka (Krywyj Rih)
Nadeschdiwka (ukrainisch Надеждівка; russisch Надеждовка Nadeschdowka) ist ein Dorf im Rajon Krywyj Rih im Westen der ukrainischen Oblast Dnipropetrowsk  mit etwa 1000 Einwohnern.

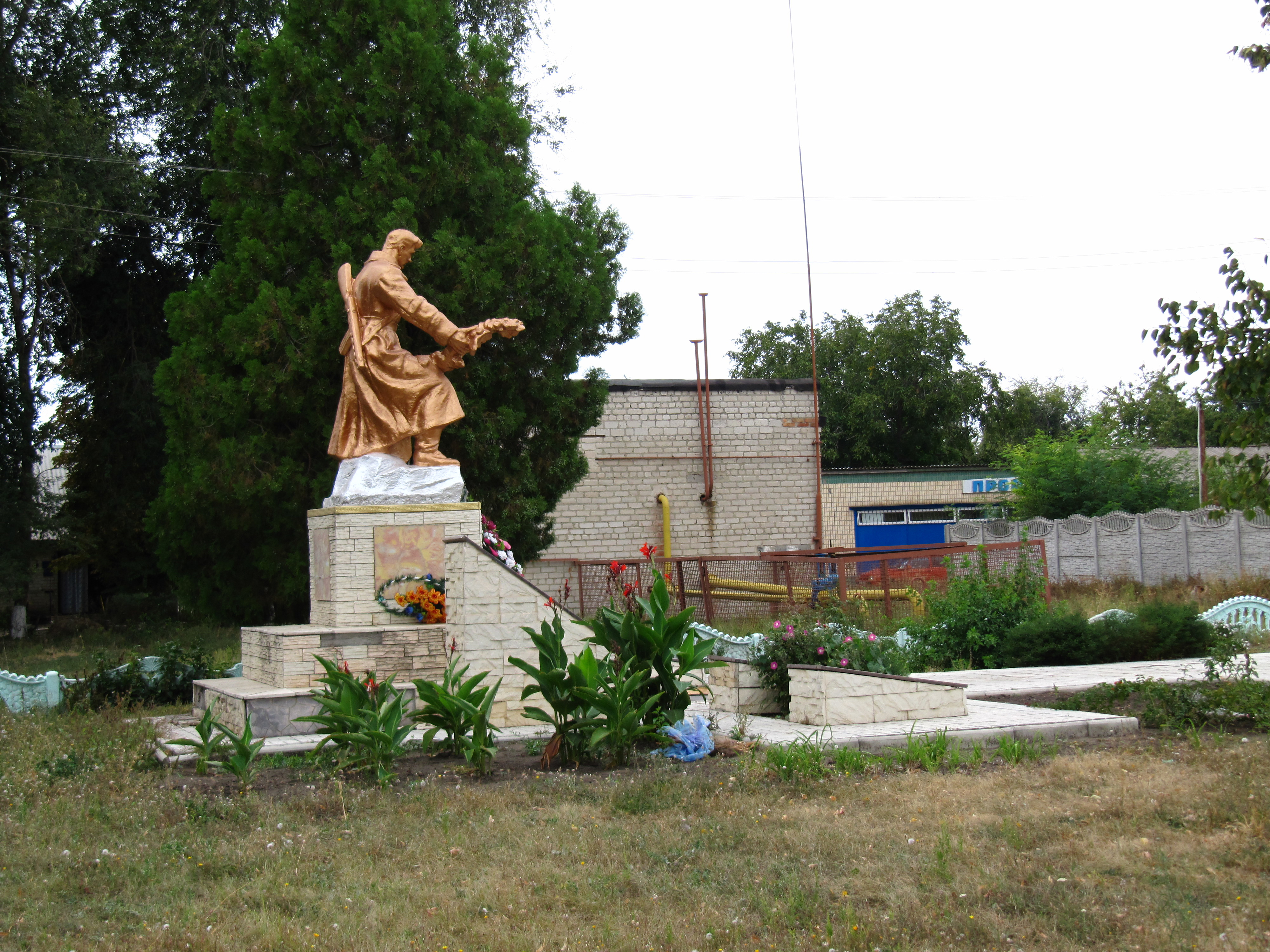
Denkmal im Ort

Am 12. Juni 2020 wurde das Dorf ein Teil der neugegründeten Landgemeinde Nowopillja, bis dahin bildete es zusammen mit den Dörfern Bratsko-Semeniwka (Братсько-Семенівка) und Majak (Маяк) sowie der Ansiedlung Pytschuhyne die gleichnamige Landratsgemeinde Nadeschdiwka (Надеждівська сільська рада/Nadeschdiwska silska rada) im Osten des Rajons Krywyj Rih.